# 近藤正栄
近藤 正栄（こんどう しょうえい、1932年〈昭和7年〉 -）は、日本の語学者。神学・英文学専攻。神奈川大学外国語学部教授。統一教会信者であり神奈川大学に国際勝共連合の組織を展開工作した。学長選挙において反対が多く落選したとされる。2003年に神奈川大学を退職。

## 来歴
1932年新潟県佐渡生まれ。1958年明治学院大学大学院文学部修士課程修了。1961年米国Faith Theological Seminary留学。英文学、神学専攻。神奈川大学教授。1987年神奈川大学は新左翼の勢力あり、それに対抗する形で神奈川大学学内に勝共連合の組織を展開し、学長にまで立候補したが、反対が多く実現しなかったとされる。（注意：神奈川大学では特定宗教の布教活動は禁止されている。）この騒動では機動隊も出動したとされる。

## 著書
- 『英文学思潮』明治書院、1985年2月、全国書誌番号:85033086 ISBN 978-4-6254-8047-8
- 『解放神学―虚と実』共著、荒竹出版、1986年5月、全国書誌番号:87024480 ISBN 978-4-87043-025-9
- 『解放神学の思想と背景』現代キリスト教学際叢書6、国際クリスチャン教授協会 星雲社、1990年8月、全国書誌番号:90051431 ISBN 978-4-7952-5356-8
- 『神主義への道～歴史的キリスト教を超えて～』光言社、1990年10月、全国書誌番号:91046303 ISBN 978-4-87656-807-9
- 『ロマン主義の諸相』現代キリスト教学際叢書8、近藤正栄ほか共著、神奈川新聞社出版局、1991年3月、全国書誌番号:92004180
- 「ロマンティシズムとピューリタニズムの相関性」『ロマン主義のヨーロッパ』(神奈川大学人文学研究叢書16) 神奈川大学人文学研究所：編、近藤正栄ほか共著、勁草書房、2000年2月、全国書誌番号:20041022 ISBN 978-4-326-80046-9
- 『歩のない将棋 -生老病死-』株式会社パレード 出版部、2013年11月30日、ISBN 978-4-86522-004-9